# Canon EOS D2000
Canon EOS D2000 (інша назва Kodak Professional DCS 520) — цифровий дзеркальний фотоапарат, розроблений компанією Kodak на основі малоформатного фотоапарата Canon EOS-1N. Випущений у березні 1998 року і продавався компаніями Canon та Kodak під назвами EOS D2000 та DCS 520, відповідно, за ціною близько 15000 доларів США. Нагороджений відзнакою TIPA Best DSLR Professional 1998.

## Технічні особливості
Ця модель стала першим у світі професійним дзеркальним фотоапаратом, оснащеним вбудованим рідкокристалічним дисплеєм для негайного перегляду готових знімків. Такої можливості були позбавлені власники всіх попередніх моделей, у тому числі EOS DCS 3 та EOS DCS 1. Також, як і його попередники, Canon EOS D2000 заснований на серійному малоформатному фотоапараті Canon EOS-1N. Однак у новій моделі цифровий задник повністю інтегрований з камерою, з якої видалено непотрібні деталі. Також модифікований і видошукач, який став відображати лише кадр, що реєструється матрицею. У попередніх гібридних камерах його межі позначалися рамкою на повнорозмірному фокусувальному екрані.
Фотоапарат отримав нову ПЗЗ-матрицю з роздільною здатністю 2 мегапікселі замість 1,3 мегапікселя у EOS DCS 3. Фізичний розмір 22,5×15,1 мм близький до формату APS-C і зменшує кутове поле об'єктивів Canon EF еквівалентно кроп-фактору 1,6. EOS D2000 став одним із перших цифрових фотоапаратів, забезпечених вбудованим конвертером файлів RAW в придатний для перегляду та швидкої передачі по інтернету формат JPEG. Попередні моделі вимагали конвертацію RAW на комп'ютері. Запис готових файлів відбувався на карти пам'яті стандарту PCMCIA, для приєднання яких були два слоти, в які встановлюються дві таких карти типів I і II, або одна картка типу III. За допомогою відповідного адаптера файли можуть зберігатися і на картах CompactFlash. Застарілий і громіздкий інтерфейс SCSI замінений на більш швидкісний IEEE 1394. Зроблено й інші еволюційні покращення, такі як збільшена швидкість серійної зйомки та можливість оперативної заміни батареї.
Через 9 місяців після появи EOS D2000 компанія Canon випустила модель EOS D6000 (інша назва Kodak DCS 560) з більш високою роздільною здатністю 6 мегапікселів і зниженою частотою серійної зйомки. EOS D2000 та EOS D6000 стали останніми з камер, вироблених спільно фірмами Kodak та Canon. Kodak продавала DCS 520 як мінімум до 2001 року. У тому ж році компанією Canon була випущена перша самостійно розроблена та виготовлена цифрова дзеркальна камера професійного класу Canon EOS-1D, що започаткувала цілу лінійку відповідних камер.

## Сумісність
Камера сумісна з усіма об'єктивами Canon EF, але не підтримує стандарти EF-S для APS-C камер, і тим більше EF-M і Canon RF для бездзеркальних камер. Оскільки фотоапарат відноситься до групи «Б», в автоматичному режимі з ним працюють лише старі фотоспалахи Speedlite серії EZ, призначені для плівкової апаратури, що працює за технологією TTL OTF. Сучасні спалахи EX працюють із камерою лише в ручному режимі.